# Тјудори (ТВ серија)
Тјудори (енгл. The Tudors) је телевизијска серија коју је створио Мајкл Херст. Произведена је у сарадњи америчких, британских и канадских продуцената, а снимана је у Ирској. Име је добила по Тјудорима, иако искључиво прати владавину краља Хенрија VIII.
Приказивана је од 1. априла 2007. и 20. јуна 2010. године. Прва епизода је првобитно приказана преко платформи видео на захтев, након чега је уследила премијера на претплатничкој мрежи Showtime. Убрзо је постала најгледанија серија ове мреже, а исти успех постиже и приказивањем преко платформе видео-стриминга Netflix. Дистрибуцију ради Sony Pictures Television.

## Радња
Држећи у својим рукама судбину и Енглеске и света, краљ Хенри  се бори да обезбеди своје завештање док тоне у лудило. Након што је његов краткотрајни брак са Анаом Клевском поништен, он улетеће у нову везу, овог пута са тинејџерком Катарином Хауард
Док је Катаринин долазак упропашћен незадовољством Хенријеве ћерке Мери и праћен сенкама њене сопствене љубавне прошлости, краљ Енглеске суочава се са крвавом религијском реформацијом, немирним односима са Шкотском и интригама на самом двору, које ће подгревати они који желе да му преузму трон.
Пошто Катарину њено неверство и неуспех да роди сина осуђују на већ добро познату судбину, краљ се венчава са Катарином Пар, док Енглеска улази у непромишљен рат са Француском, који ће узети данак и Хенријевом крхком здрављу и снази његове војске. Док обрачун између протестаната и католика открива верске границе широм Европе, Хенријево егоманијачко лудило достиже нове висине, а његово краљевство прети да се уруши у само себе.

## Улоге
| Улога               | Глумац             | Сезоне  |
| Краљ                | Краљ               | Краљ    |
| ------------------- | ------------------ | ------- |
| Хенри Тјудор        | Џонатан Рис Мајерс | 1—4.    |
| Краљице пратиље     |                    |         |
| Катарина од Арагона | Марија Дојл Кенеди | 1—2, 4. |
| Ана Болен           | Натали Дормер      | 1—2, 4. |
| Џејн Симор          | Анита Брим         | 2.      |
| Џејн Симор          | Анабела Волис      | 3, 4.   |
| Ана Клевска         | Џос Стоун          | 3—4.    |
| Катарина Хауард     | Тамзин Мерчант     | 3—4.    |
| Катарина Пар        | Џоели Ричардсон    | 4.      |
| Краљева деца        |                    |         |
| Мери Тјудор         |                    |         |
| Блонед Макјоун      | 1.                 |         |
| Сара Болгер         | 2—4.               |         |
| Елизабета Тјудор    | Кејт Даган         | 2.      |
| Елизабета Тјудор    | Клер Маколи        | 3.      |
| Елизабета Тјудор    | Лауајз Мари        | 4.      |
| Едвард Тјудор       | Овен Мурта         | 4.      |
| Едвард Тјудор       | Џејк Хатавеј       | 4.      |
| Хенри Фицрој        | Зак Јенцирагик     | 1.      |

## Епизоде
| Сезона | Сезона | Епизоде | Епизоде | Оригинално емитовање | Оригинално емитовање |
| Сезона | Сезона | Епизоде | Епизоде | Премијера            | Финале               |
| ------ | ------ | ------- | ------- | -------------------- | -------------------- |
|        | 1.     | 10      | 10      | 1. април 2007.       | 10. јун 2007.        |
|        | 2.     | 10      | 10      | 30. март 2008.       | 1. јун 2008.         |
|        | 3.     | 8       | 8       | 5. април 2009.       | 24. мај 2009.        |
|        | 4.     | 10      | 10      | 11. април 2010.      | 20. јун 2010.        |